# Cryptocarya bellendenkerana
Cryptocarya bellendenkerana är en lagerväxtart som beskrevs av B.P.M. Hyland. Cryptocarya bellendenkerana ingår i släktet Cryptocarya och familjen lagerväxter. Inga underarter finns listade i Catalogue of Life.